# African Beach Games 2023/Beachhandball
Der Beachhandball-Wettbewerb bei den African Beach Games 2023 waren die zweite Austragung eines Beachhandball-Wettbewerbs im Rahmen der ebenfalls das zweite Mal ausgetragenen African Beach Games. Der Wettbewerb wurde vom 24. bis 26. Juni in Hammamet, Tunesien von der Association of National Olympic Committees of Africa (ANOCA/ACNOA) durchgeführt.
Für das Turnier der Frauen meldeten fünf Nationen, für das der Männer neun. Die einzige Mannschaft des Kontinents von internationaler Klasse, Ägypten, hatte wie üblich bei den bisherigen Turnieren in Afrika nicht gemeldet. Die Frauen sollten den Titelträger in einer Liga ausspielen, die Mannschaft, die am Ende an der Spitze der Tabelle stand würde den Titel gewinnen, die weiteren Platzierungen würden entsprechend folgen. Die Männer sollten in drei Dreiergruppen spielen. In das Halbfinale würden die drei Gruppenersten sowie die beste Gruppenzweite Mannschaft ziehen. Die Gruppenauslosung ergab:
- Gruppe A: Marokko, Kenia, Sambia
- Gruppe B: Togo, Nigeria, Libyen
- Gruppe C: Tunesien, Algerien, Mali

Nachdem kurzfristig Nigeria und Togo ihre Teilnahme absagten, wurden das Turnier nur noch in einer Vierer- und einer Dreiergruppe gespielt, die jeweils beiden ersten Mannschaften in den Gruppentabellen spielten in den Halbfinals. Durch die Umstellung des Modus erhöhte sich die Zahl der gespielten Partien von elf auf 14.
Wie schon 2019 konnten die Gastgeber aus Tunesien beide Titel gewinnen.
| Frauen Details | Hammamet Tunesien | Tunesien | keine Playoffs | Kenia   | Mali   | keine Playoffs | Uganda   |
| Männer Details | Hammamet Tunesien | Tunesien | 2:1            | Marokko | Libyen | 2:1            | Algerien |

## Platzierungen der Mannschaften
| Nation         | Frauen | Männer |
| -------------- | ------ | ------ |
| Algerien       | 05     | 04     |
| Kenia          | 02     | 05     |
| Libyen         | 0–     | 03     |
| Mali           | 03     | 06     |
| Marokko        | 0–     | 02     |
| Nigeria        | 0–     | 0X     |
| Sambia         | 0–     | 07     |
| Togo           | 0–     | 0X     |
| Tunesien       | 01     | 01     |
| Uganda         | 04     | 0–     |
| Teilnehmerzahl | 5      | 7 (9)  |

| Legende | Legende | Legende | Legende                                                                             |
| ------- | ------- | ------- | ----------------------------------------------------------------------------------- |
| 1       | 2       | 3       | Podest-Platzierungen                                                                |
| 4       | 4       | 4       | Halbfinalist, wenn Halbfinale ausgetragen                                           |
| 5 bis 8 | 5 bis 8 | 5 bis 8 | Viertelfinalisten, wenn Viertelfinale ausgetragen                                   |
| T       | T       | T       | teilgenommen, aber keine Platzierungsspiele                                         |
| X       | X       | X       | Mannschaft zunächst gemeldet, aber nicht angetreten/kurzfristig abgesagt/verhindert |